# Chatsworth (Iowa)
Chatsworth é uma cidade localizada no estado americano de Iowa, no Condado de Sioux.

## Demografia
Segundo o censo americano de 2000, a sua população era de 89 habitantes.
Em 2006, foi estimada uma população de 90, um aumento de 1 (1.1%).

## Geografia
De acordo com o United States Census Bureau tem uma área de
1,3 km², dos quais 1,3 km² cobertos por terra e 0,0 km² cobertos por água.

## Localidades na vizinhança
O diagrama seguinte representa as localidades num raio de 20 km ao redor de Chatsworth.